# Championnats d'Europe de karaté 1986
Les championnats d'Europe de karaté 1986 sont des championnats internationaux de karaté qui ont eu lieu à Madrid, en Espagne, en 1986. Cette édition a été la 21e des championnats d'Europe de karaté seniors organisés par la Fédération européenne de karaté chaque année depuis 1966. Un total de 300 athlètes provenant de vingt pays y ont participé.

## Résultats

### Épreuves individuelles

#### Kata
| Rang | Pays    | Karatéka          |
| ---- | ------- | ----------------- |
| 1    | Italie  | Dario Marchini    |
| 2    | Espagne | Deogracias Medina |
| 3    | ?       | ?                 |

| Rang | Pays   | Karatéka          |
| ---- | ------ | ----------------- |
| 1    | Italie | Cristina Restelli |
| 2    | ?      | ?                 |
| 3    | ?      | ?                 |

#### Kumite

##### Kumite masculin
| Rang | Pays    | Karatéka |
| ---- | ------- | -------- |
| 1    | Espagne | Gomez    |
| 2    | ?       | ?        |
| 3    | ?       | ?        |

| Rang | Pays  | Karatéka     |
| ---- | ----- | ------------ |
| 1    | Suède | Ramon Malavé |
| 2    | ?     | ?            |
| 3    | ?     | ?            |

| Rang | Pays        | Karatéka       |
| ---- | ----------- | -------------- |
| 1    | Royaume-Uni | William Thomas |
| 2    | ?           | ?              |
| 3    | ?           | ?              |

| Rang | Pays   | Karatéka      |
| ---- | ------ | ------------- |
| 1    | France | Serge Serfati |
| 2    | ?      | ?             |
| 3    | ?      | ?             |

| Rang | Pays    | Karatéka         |
| ---- | ------- | ---------------- |
| 1    | Espagne | José Manuel Egea |
| 2    | ?       | ?                |
| 3    | ?       | ?                |

| Rang | Pays        | Karatéka       |
| ---- | ----------- | -------------- |
| 1    | Yougoslavie | Samir Usenagic |
| 2    | ?           | ?              |
| 3    | ?           | ?              |

| Rang | Pays    | Karatéka |
| ---- | ------- | -------- |
| 1    | Espagne | Torres   |
| 2    | ?       | ?        |
| 3    | ?       | ?        |

##### Kumite féminin
| Rang | Pays   | Karatéka      |
| ---- | ------ | ------------- |
| 1    | France | Sophie Berger |
| 2    | ?      | ?             |
| 3    | ?      | ?             |

| Rang | Pays        | Karatéka  |
| ---- | ----------- | --------- |
| 1    | Royaume-Uni | M. Samuel |
| 2    | ?           | ?         |
| 3    | ?           | ?         |

| Rang | Pays     | Karatéka        |
| ---- | -------- | --------------- |
| 1    | Pays-Bas | Guus van Mourik |
| 2    | ?        | ?               |
| 3    | ?        | ?               |

## Épreuves par équipe

### Kata par équipe
| Rang | Pays   |
| ---- | ------ |
| 1    | Italie |
| 2    | ?      |
| 3    | ?      |

| Rang | Pays   |
| ---- | ------ |
| 1    | Italie |
| 2    | ?      |
| 3    | ?      |

### Kumite par équipe
| Rang | Pays    |
| ---- | ------- |
| 1    | Espagne |
| 2    | ?       |
| 3    | ?       |

| Rang | Pays   |
| ---- | ------ |
| 1    | Italie |
| 2    | ?      |
| 3    | ?      |